# Hoa hậu Thế giới 1974

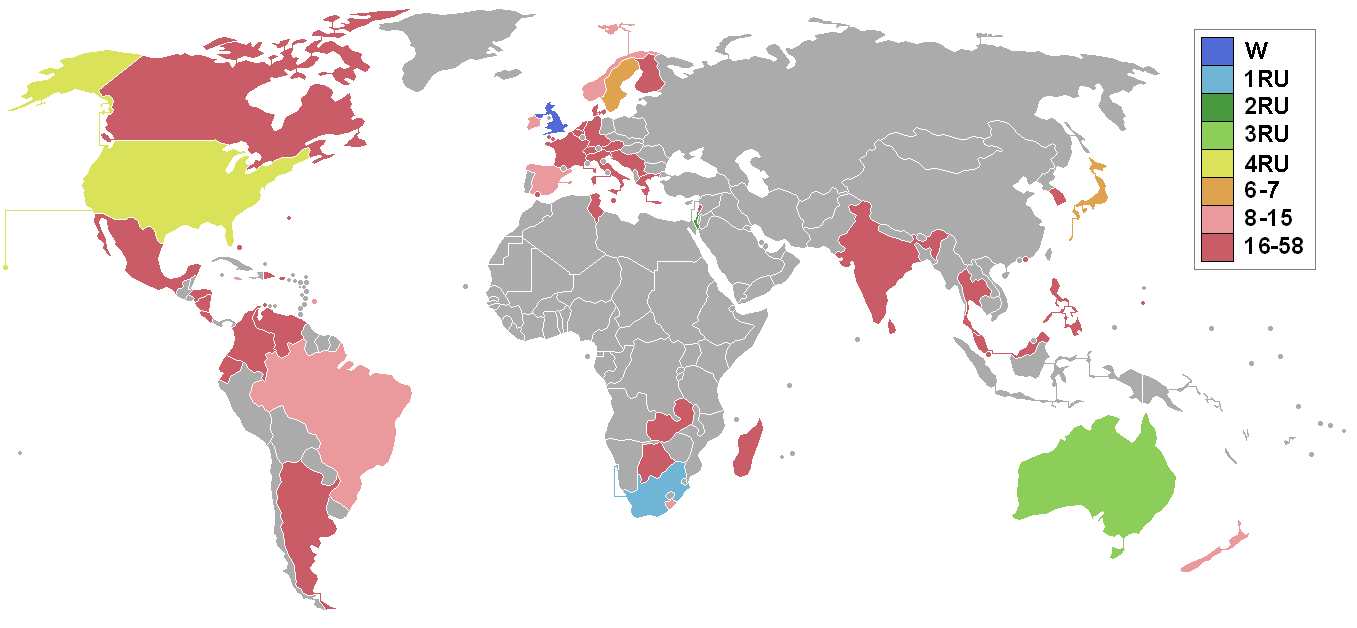
Các quốc gia và vùng lãnh thổ tham dự cuộc thi và kết quả

Hoa hậu Thế giới 1974 là cuộc thi Hoa hậu Thế giới lần thứ 24 được tổ chức ngày 22 tháng 11 năm 1974 tại Royal Albert Hall, Luân Đôn, Vương quốc Anh. Helen Elizabeth Morgan đại diện cho Vương quốc Anh và trở thành người phụ nữ thứ 2 từ xứ Wales chiến thắng trong cuộc thi. Bà ở ngôi được 4 ngày thì bị phát hiện đã làm mẹ đơn thân. Vì sự việc này, bà đã không thể tiếp tục giữ vương miện.
Anneline Kriel từ Nam Phi (thí sinh đại diện cho cộng đồng người da trắng) đã thay thế bà. Morgan là người chiến thắng đầu tiên từ bỏ ngôi vị, và trở thành người thứ hai liên tiếp trong lịch sử Hoa hậu Thế giới không hoàn thành trách nhiệm của mình. (Người đầu tiên là Hoa hậu Thế giới 1973 Marjorie Wallace đến từ Hoa Kỳ, bà bị tước ngôi vị sau khi giữ vương miện có 104 ngày vì "không hoàn thành trách nhiệm của một Hoa hậu.")
Morgan đại diện cho Wales tại Hoa hậu Hoàn vũ 1974 diễn ra trước đó không lâu và đoạt danh hiệu Á hậu 1, Người chiến thắng là Amparo Munoz từ Tây Ban Nha. Khi Muñoz quyết định từ bỏ ngôi vị Hoa hậu Hoàn vũ năm sau đó, đáng lẽ Morgan sẽ lên thay tuy nhiên Morgan lại chiến thắng trong cuộc thi Hoa hậu Thế giới. Do vậy, Ban tổ chức Hoa hậu Hoàn vũ vẫn ghi nhận người chiến thắng là Amparo.

## Kết quả

### Thứ hạng
| Kết quả               | Thí sinh |
| --------------------- | --- |
| Hoa hậu Thế giới 1974 | - Vương quốc Anh – Helen Morgan (Từ bỏ vương miện) |
| Á hậu 1               | - Nam Phi – Anneline Kriel (Thí sinh da trắng) (Thay thế) |
| Á hậu 2               | - Israel – Lea Klain |
| Á hậu 3               | - Úc – Gail Margaret Petith |
| Á hậu 4               | - Hoa Kỳ – Terry Ann Browning |
| Top 7                 | - Nhật Bản – Chikako Shima - Thụy Điển – Jill Lindqvist |
| Top 15                | - Nam Phi – Evelyn Peggy Williams (Thí sinh da đen) - Barbados – Linda Yvonne Field - Brazil – Mariza Sommer - Ireland – Julie Ann Farnham - Jamaica – Andrea Lyon - New Zealand – Sue Nicholson - Na Uy – Torill Mariann Larsen - Tây Ban Nha – Natividad Rodríguez |

### Giải thưởng đặc biệt
| Giải thưởng     | Thí sinh                               |
| --------------- | -------------------------------------- |
| Hoa hậu Cá tính | - Hồng Kông - Judy Denise Anita Dirkin |
| Hoa hậu Ảnh     | - Nam Tư - Jadranka Banjac             |

## Các Nữ hoàng châu lục
| Châu lục       | Thí sinh                      |
| -------------- | ----------------------------- |
| Châu Phi       | - Nam Phi - Anneline Kriel    |
| Châu Âu        | - Thụy Điển - Jill Lindqvist  |
| Châu Á         | - Israel - Lea Klain          |
| Châu Đại Duơng | - Úc - Gail Margaret Petith   |
| Châu Mỹ        | - Hoa Kỳ - Terry Ann Browning |

## Thí sinh
| - Nam Phi - Evelyn Peggy Williams (Thí sinh da đen) - Argentina - Sara Barberi - Aruba - Esther Angeli Luisa Marugg - Úc - Gail Margaret Petith - Áo - Eveline Engleder - Bahamas - Monique Betty Cooper - Barbados - Linda Yvonne Field - Bỉ - Anne-Marie Sophie Sikorski - Bermuda - Joyce Ann de Rosa - Botswana - Rosemary Moleti - Brazil - Mariza Sommer - Canada - Sandra Margaret Emily Campbell - Colombia - Luz Maria Osorio Fernández - Costa Rica - Rose Marie Leprade Coto - Đan Mạch - Jane Moller - Cộng hòa Dominica - Giselle Scanlon Grullón - Ecuador - Silvia Aurora Jurado Estrada - Phần Lan - Merja Talvikki Ekman - Pháp - Edna Tepava - Đức - Sabrina Erlmeier - Gibraltar - Patricia Orfila - Hy Lạp - Evgenia (Nia) Dafni - Guam - Rosemary Pablo Laguna - Guernsey - Gina Elizabeth Ann Atkinson - Hà Lan - Gerarda (Gemma) Sophia Balm - Honduras - Leslie Suez Ramirez - Hồng Kông - Judy Denise Anita Dirkin - Ấn Độ - Kiran Dholakia - Ireland - Julie Ann Farnham | - Israel - Lea Klain - Ý - Zaira Zoccheddu - Jamaica - Andrea Lyon - Nhật Bản - Chikako Shima - Jersey - Christine Marjorie Sangan - Hàn Quốc - Shim Kyoung-sook - Liban - Gisèle Hchem - Madagascar - Raobelina Harisoa - Malaysia - Shirley Tan - Malta - Mary Louis Elull - México - Guadalupe del Carmen Elorriaga Valdéz - New Zealand - Sue Nicholson - Nicaragua - Francis (Fanny) Duarte de León Tapia - Na Uy - Torill Mariann Larsen - Philippines - Agnes Benisano Rustia - Puerto Rico - Loyda Eunice Valle Blas Machado - Singapore - Valerie Oh Choon Lian - Nam Phi - Anneline Kriel (Thí sinh da trắng) - Tây Ban Nha - Natividad Rodríguez Fuentes - Sri Lanka - Vinodini Roshanara Jayskera - Thụy Điển - Jill Lindqvist - Thụy Sĩ - Astrid Maria Angst - Thái Lan - Orn-Jir Chaisatra - Tunisia - Zohra Kehlifi - Vương quốc Anh - Helen Elizabeth Morgan - Hoa Kỳ - Terry Ann Browning - Venezuela - Alicia Rivas Serrano - Nam Tư - Jadranka Banjac - Zambia - Christine Munkombwe |

## Chú ý

### Lần đầu tham gia
| - Barbados - Guernsey | - Jersey - Zambia |

### Trở lại
| - Lần cuối tham gia vào năm 1961: - Madagascar - Lần cuối tham gia vào năm 1970: - Đan Mạch | - Lần cuối tham gia vào năm 1971: - Nicaragua - Tunisia | - Lần cuối tham gia vào năm 1972: - Costa Rica - Ecuador - Đức - Ấn Độ |

### Bỏ cuộc
- Síp
- Iceland
- Luxembourg
- Mauritius
- Peru
- Bồ Đào Nha
- Seychelles
- Thổ Nhĩ Kỳ